# 猫踏んじゃった

楽譜（変ト長調）

猫踏んじゃった（ねこふんじゃった）は、作曲者不詳、変ト長調または嬰ヘ長調の世界中で親しまれている曲。ピアノ・独奏が基本だが、多数のアレンジやバリエーションが存在する。

## 作曲
先述の通り、この曲は作曲者も発祥国も明らかになっていない。
一説によればフェルディナント・ロー（Ferdinand Loh）だとされている。ドイツ版の曲名「ノミのワルツ（Flohwalzer）」は作曲者の略名（F. Loh）が誤記されたものから来ているというのである。ただし、「フェルディナント・ローなる人物は実在せず、最初にこの説を紹介した書籍の筆者によるジョーク」だとも言われている。

## 作詞
NHK『みんなのうた』では阪田寛夫が作った歌詞が使われた。また、丘灯至夫が1954年に作ったという別の歌詞も存在する。
なお、丘灯至夫が「阪田寛夫による歌詞が自身の歌詞と類似している」として日本音楽著作権協会に審査申請を行ったが、1969年10月に協会は「丘の歌詞と阪田の歌詞はそれぞれ別個のものである」と判定した。
なお、この曲は世界中で親しまれており、国や地域ごとに様々な歌詞や曲名が付けられている。

## 曲名
世界中で約26種類の曲名がつけられている。宮本ルミ子らによれば、曲名にネコが含まれているのは日本の他、台湾、韓国、ルーマニア、ブルガリア、フィンランドである。

### 猫
- ねこふんじゃった（日本）楽譜
- ねこのマーチ（ブルガリア）
- 猫の踊り（韓国）
- 子猫之舞（台湾）
- 黒猫のダンス（ルーマニア）
- 猫のポルカ（フィンランド）

### 犬
- 犬のワルツ（ロシア）
- 犬のポルカ（チリ）

### その他動物
- アヒルの子たち（キューバ）
- 三羽の子アヒル（キューバ）
- ロバのマーチ（ハンガリー）
- お猿さん（メキシコ）

### ノミ
- 蚤（ノミ）のワルツ（ドイツ、ベルギー）
- ノミのマーチ（オランダ、ルクセンブルク）

### その他
- Kalle Johansson （スウェーデン）
- トトトの歌（イギリス、アメリカ）
- カツレツ（フランス）
- チョコレート（スペイン）
- 公爵夫人（デンマーク）
- 三女の足（デンマーク）
- 道化師ポルカ（アルゼンチン）
- 追い出しポルカ（マジョルカ島）
- 箸 -Chopsticks-[5]（イギリス、アメリカ、カナダ、ハンガリー）
- 黒のメロディー（ユーゴスラビア）
- サーカスソング（イギリス、アメリカ、カナダ）
- 泥棒行進曲（中国）

## 編曲
- 夢みちゃった変奏曲 - 鈴木奈美の編曲。『おもしろ変奏曲にアレンジ! 〜童謡唱歌〜』（ヤマハミュージックメディア）に掲載。

## みんなのうた
『みんなのうた』では『ねこふんじゃった』というタイトルで、1966年10月 - 11月に放送、歌は天地総子と東京放送児童合唱団。映像はモノクロで、アニメーションは和田誠が担当した。
その後、2003年から始まった『なつかしのみんなのうた』の一環（最終作）として、2004年2月に37年ぶりの再放送となった。また衛星第2テレビでも、2006年8月23日・同年12月11日・2007年1月2日の3回に渡って、『たのしいね』と共に放送された。映像はＮＨＫみんなのうたDVDｰBOX第3集に収録されている。